# Список графов Гатине
Гатине (фр. Gâtinais) — старинная французская провинция между Орлеаном и Фонтенбло суммарной площадью в 5620 км², разделявшаяся на французское Гатине с главным городом Немур, и орлеанское Гатине с главным городом Монтаржи.
Первоначально Гатине владели виконты Орлеана. В конце X века они приняли титул графа Гатине. После смерти в 1060 году последнего графа Анжу Жоффруа II Мартелла, граф Жоффруа III Бородатый, сын Ирменгарды, сестры Жоффруа Мартелла, стал также графом Анжу.
В 1068 году граф Анжу Фульк IV Решен уступил графство Гатине королю Франции Филиппу I в обмен на признание его графом Анжуйским и поддержку в войне против брата Жоффруа III.

## Виконты Орлеана
- ??? — 939: Жоффруа (ум. 939), виконт Орлеана, граф Невера;
- 939 — после 966: Обри I (ум. после 966), виконт Орлеана с 939[1];

## Графы Гатине
- до 985 — после 991: Жоффруа I де Шато-Ландон (ум. после 991), виконт Орлеана, граф Гатине в 985 и 991;
- после 991 — после 997: Готье (ум. после 997), граф Гатине в 997[2];
- до 1006 — 1030: Обри I Кривой (ум. 1030), граф Гатине в 1006—1030, сын Жоффруа I;
- 1030—1043/1045: Жоффруа II Ферреоль (ум. 1043/1045), граф Гатине с 1030, единоутробный брат предыдущего;
- 1043/1045—1068: Жоффруа III Бородатый (ум. 1096), граф Гатине с 1043, также граф Анжуйский с 1060, сын предыдущего.
- 1068: Фульк I Решен (1043—1109), граф Гатине с 1068, также граф Анжуйский (Фульк IV), брат предыдущего.

С 1068 в составе королевского домена.